# Clayoquot Sound

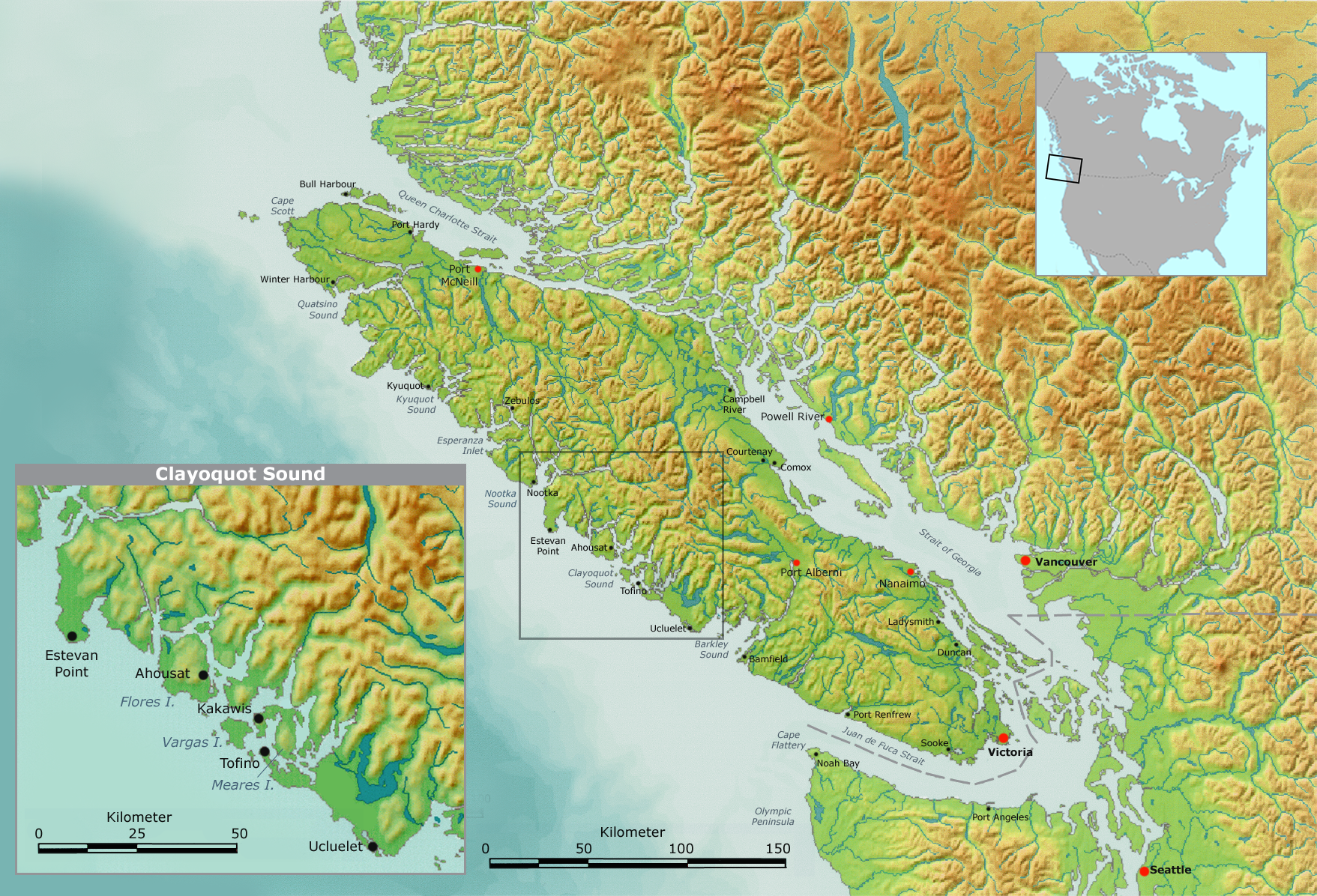
Clayoquot Sound auf Vancouver Island

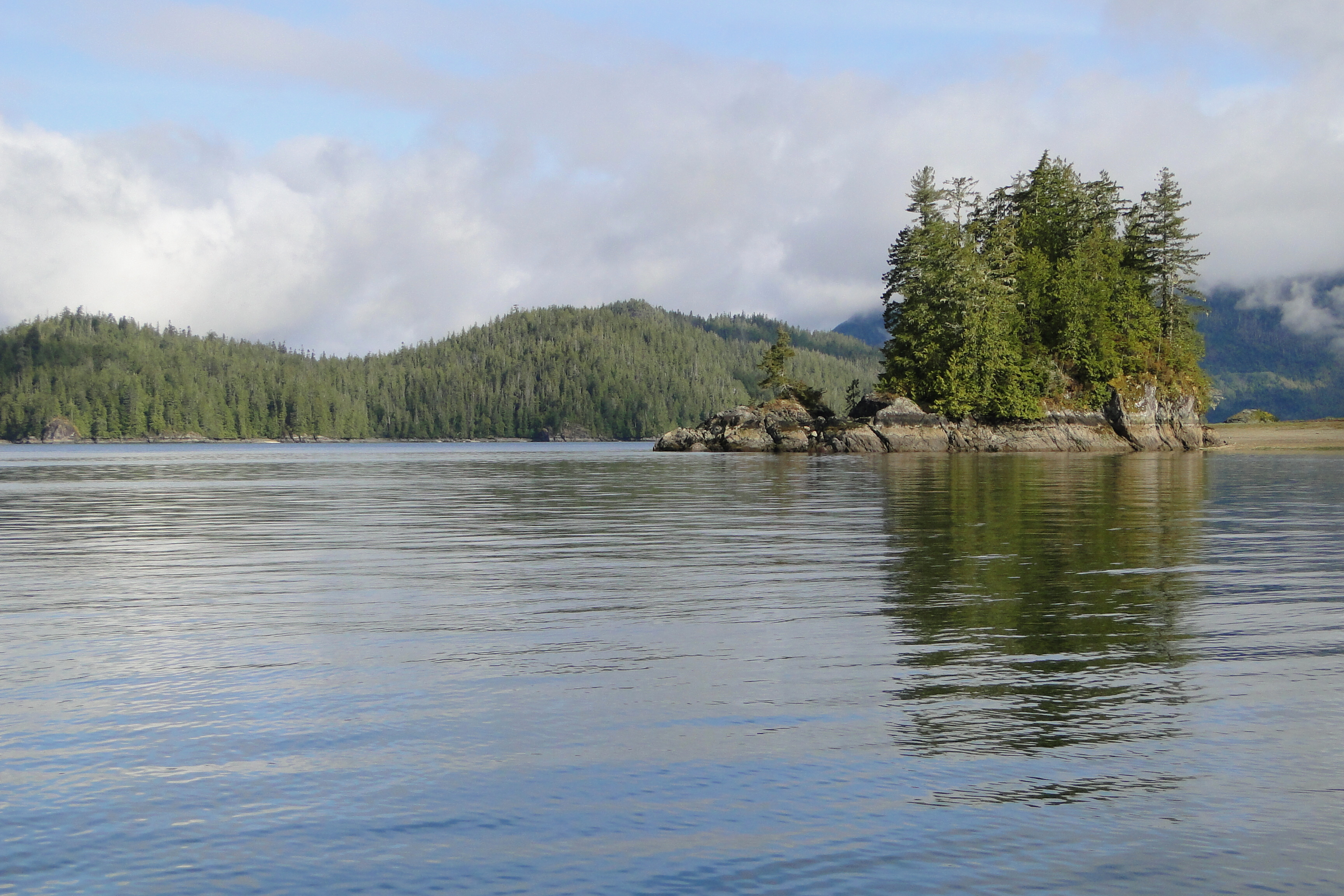
Die Küste bei Tofino

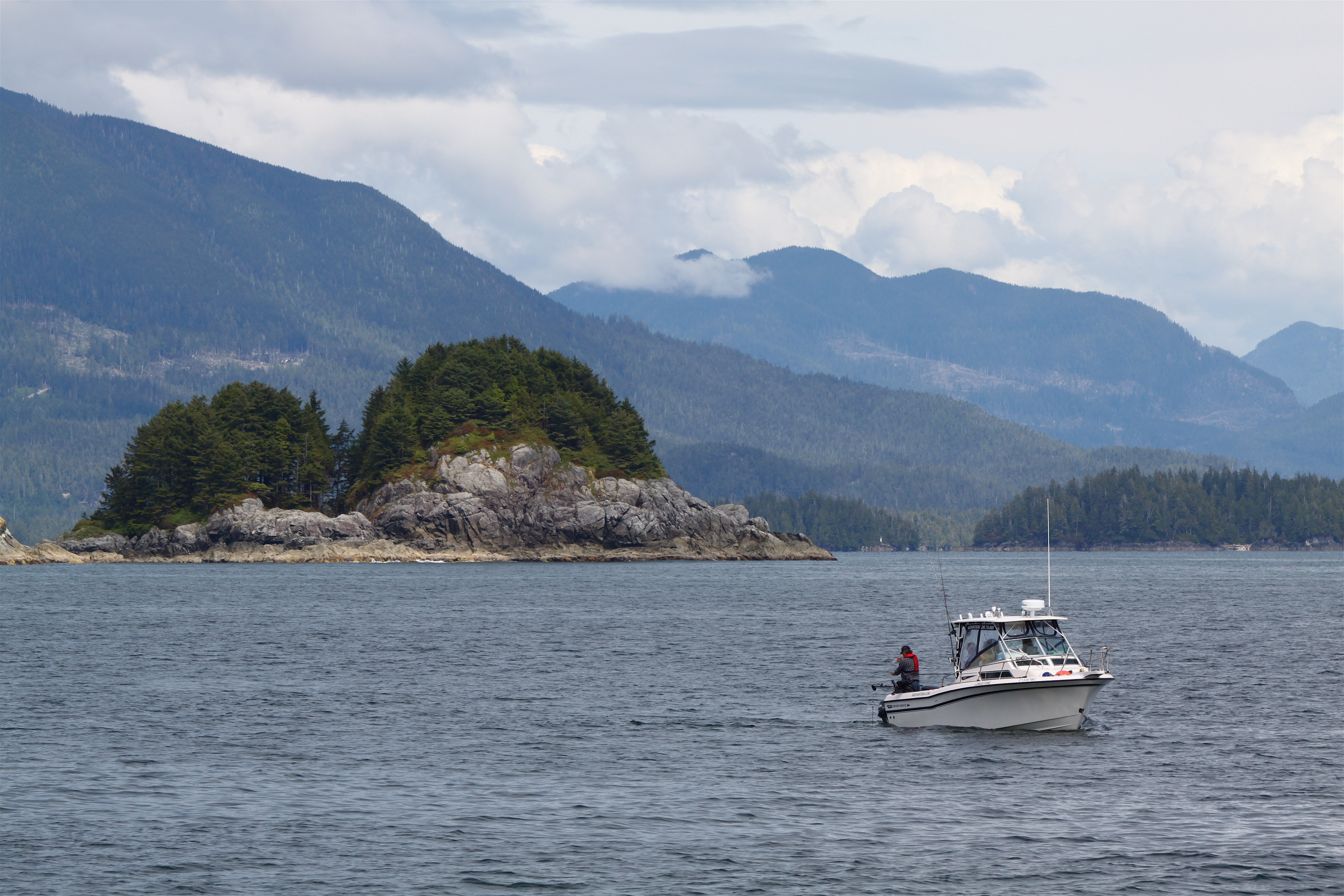
Fischer im Barkley Sound

Clayoquot Sound (/ˈklækwɑt/ ausgesprochen) ist der Name eines zerklüfteten Küstengebietes im Westen von Vancouver Island, Kanada von etwa 2700 km². Es reicht von der Esowista-Halbinsel am Barkley Sound im Süden bis zur Hesquiaht-Halbinsel am Nootka Sound im Norden und umfasst die eigentliche Bucht und die angrenzenden Hänge bis zur Gipfelkette.
Die Bucht wird von Urwäldern des Ökosystems gemäßigter Regenwald, Flussläufen, Seen und Stränden eingefasst. Ein Teil des Pacific Rim National Park Reserves, der Strathcona Provincial Park und einige andere Schutzgebiete befinden sich in dieser Gegend. Die einzigen größeren Orte sind Tofino und Ucluelet (jeweils etwa 1500 Einwohner), beide auf der größten Landzunge im Süden des Gebietes. In den 1990er Jahren war die Gegend ein Brennpunkt der internationalen Naturschutzbewegung als Symbol für den Konflikt zwischen Naturschutz und Forstwirtschaft. Seit dem Jahr 2000 ist die Bucht Teil des Clayoquot Sound Biosphere Reserve, einem von der UNESCO anerkanntem Biosphärenreservat.
Das Wort Clayoquot ist die englische Umschreibung der Selbstbezeichnung des ortsansässigen Indianervolkes der Tla-o-qui-aht. Bis 1861 hieß der Sund Wickaninnish Sound nach deren Häuptling Wickaninnish und war 1787 vom englischen Kapitän Charles Barkley so benannt worden. Unter diesem Namen war sie anfangs auch kartografiert worden, auch auf den Karten erstellt während der Reisen von George Vancouver im Jahr 1792.

## Geographie und Klima

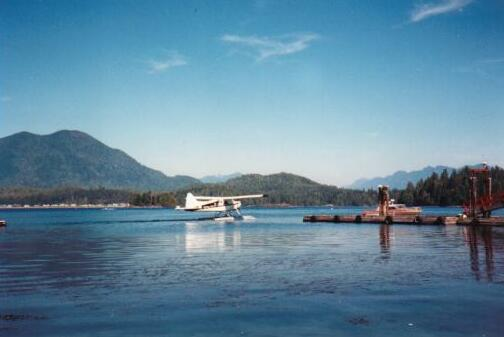
Bucht und Berge des Clayoquot Sounds

Der Charakter des Gebietes wird geprägt durch die tief eingeschnittenen Flussläufe und Buchten, in denen 210 Inseln verschiedenster Größe liegen. In einer Entfernung von etwa 80 km zwischen den Endpunkten des Gebietes entsteht so eine Küstenlinie von 922 km Länge. In den Küstengebieten und Hügeln liegen fünf vollständige Einzugsgebiete von Flüssen, darunter der Clayoquot und der Kennedy River und 194 Seen, darunter als größter See Kennedy Lake im Süden.
Die geschützten Buchten zeichnen sich durch ein besonders mildes Klima aus. Im Norden des Gebietes liegt mit Estevan Point die Wetterstation mit den wenigsten Frosttagen in ganz Kanada. Feuchtigkeitsgesättigte Seewinde aus Westrichtungen werden an den Bergen zum Aufsteigen gezwungen, was einen häufigen Steigungsregen auslöst. Die Niederschläge im Clayoquot Sound liegen im langjährigen Mittel bei 3295 mm.

## Natur
Die Niederschlagsmenge qualifiziert die Wälder der Hänge als Regenwald der gemäßigten Breiten. Sie setzen sich vorwiegend aus dem Riesen-Lebensbaum und Kanadischer Hemlocktanne zusammen.
In den Hügeln des Clayoquot Sound leben unter anderem Wölfe, Schwarzbären, Pumas, See- und Fischotter, und Wapitis. Im Pazifischen Ozean leben Grauwale, Orcas, sowohl Gewöhnliche Schweinswale als auch Weißflankenschweinswale, mehrere Delfin- und Robbenarten und Stellersche Seelöwen. Unter den Vogelarten des Gebietes sind Weißkopfseeadler und Steinadler, Fischadler, Marmelalk und Fleckenkauz bemerkenswert. Die Flüsse sind Lebensraum von Lachs und Forelle.

## Geschichte
Eine erste Besiedlung lässt sich in der Jungsteinzeit nachweisen. Die ältesten Funde stammen aus dem 6. Jahrtausend v. Chr. Heute sind drei Völker hier ansässig: die Hesquiaht im Norden, die Ahousaht in der Mitte und die Tla-o-qui-aht im Süden. Traditionell leben die Indianer vorwiegend vom Fischfang, seit den 1990er Jahren wird der Tourismus als Einnahmequelle bedeutend.
1774 erreichten spanische Seefahrer als erste Europäer die Gewässer rund um Vancouver Island, vier Jahre später machte James Cook erste systematische Aufzeichnungen über die Region und ihre Bewohner. Von etwa 1785 bis 1805 stand die Region im Mittelpunkt des pazifischen Dreieckshandels zwischen Nordwestamerika, China und Europa, wobei vor allem Seeotterpelze und Biberpelze im Mittelpunkt standen. Nach 1825 kamen russische und britische Pelzjäger nur noch sporadisch am Clayoquot Sound vorbei.
1955 vergab die Provinzregierung Holzeinschlagrechte für etwas mehr als die Hälfte des Clayoquot Sound an das Forstunternehmen MacMillan Bloedel (1999 übernommen durch den Konkurrenten Weyerhaeuser). Im Jahr darauf wurden die Rechte für fast den gesamten Rest des Gebietes an British Columbia Forest Products – die Lizenz wurde später verkauft und liegt seit 1992 bei International Forest Products – Interfor – vergeben. Der damalige Minister für Forstwirtschaft wurde später wegen Korruption im Zusammenhang mit der Vergabe von Holzeinschlagslizenzen zu einer Haftstrafe verurteilt.
In den 1960er Jahren begannen die Unternehmen mit der Nutzung der Wälder durch Kahlschlag, teilweise dreimal schneller, als nach der Lizenz erlaubt. Die betroffenen Flächen waren zunächst kleinräumig, weil aber bis an die Flussufer abgeholzt wurde, schwemmten Regenfälle Erdreich in die Wasserläufe; durch die Verschlammung brachen lokale Fischbestände zusammen. 1979 gründeten Bewohner von Tofino die Friends of Clayoquot Sound, um die Schäden durch Forstwirtschaft zu sammeln und zu dokumentieren.
1981 schlossen sich die indianischen First Nations der Region zusammen (die zu den Nuu-chah-nulth gehören), um gegen die Zerstörung ihrer Heimat durch die Holzindustrie zu protestieren. Im folgenden Jahr erkannte ein Gericht die Nebenwirkungen der Abholzung auf die Fischereirechte der Indianer an, sprach ihnen aber wegen des vermeintlich geringen Schadens keine Unterlassungsansprüche zu. Ebenfalls im Jahr 1982 wurde auf Beschluss der Provinzregierung eine Fachkommission eingesetzt, die die Methoden der Forstwirtschaft im Gebiet untersuchen und Empfehlungen abgeben sollte.
1984 riefen die Völker die unmittelbar von Abholzung bedrohte Insel Meares einseitig als Tribal Park aus und verlangten den Schutz in Anerkennung ihrer kulturellen Autonomie. Später im Jahr ignorierte die Provinzregierung die Leitlinien für umweltverträgliche Forstwirtschaft der Kommission und bestätigte die Einschlagsrechte für 95 % der umstrittenen Fläche, woraufhin Indianer erstmals mit Straßenblockaden und anderen Akten des zivilen Ungehorsams gegen die Industrie vorgingen. 1985 stoppte das oberste Provinzgericht mit einer Einstweiligen Anordnung die Abholzung der Insel Meares, bis über die Klagen entschieden ist (die Verfahren sind auch 2007 noch nicht formell beendet). 1988 baute McMillian Bloedel eine illegale Forststraße in ein noch nicht zur Nutzung freigegebenes Gebiet und löste massive Proteste aus. Im folgenden Jahr wurde eine neue Task Force einberufen, in der erstmals auch Naturschutzvereine und Vertreter des Tourismusverbands vertreten sind. Weil die Abholzung im Untersuchungsgebiet unvermindert weiterging, brachen die Kritiker die Mitarbeit in der Arbeitsgruppe 1991 wieder ab.
Inzwischen sind rund 75 % der Urwälder auf Vancouver Island abgeholzt. Im Clayoquot Sound liegen wegen der Abgelegenheit die größten zusammenhängenden Gebiete im Naturzustand.
Seit den 1990er Jahren nimmt der Tourismus in Ucluelet und Tofino deutlich zu, insbesondere Ökotourismus wie Whale Watching und Wanderungen in den Regenwäldern eröffnet der Bevölkerung eine Einnahmequelle jenseits von Fischfang und Forstwirtschaft. Gleichzeitig wird die Aufmerksamkeit von Naturschützern in ganz Nordamerika und bis nach Europa auf das Gebiet gelenkt.

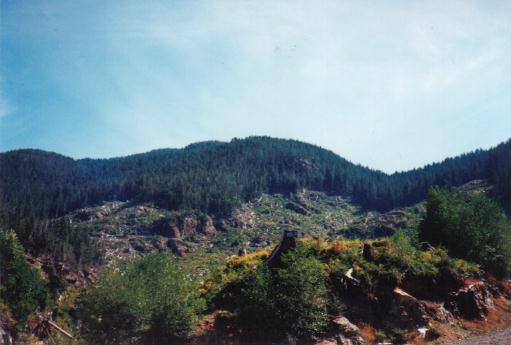
1987 abgeholzter Wald nach sechs Jahren

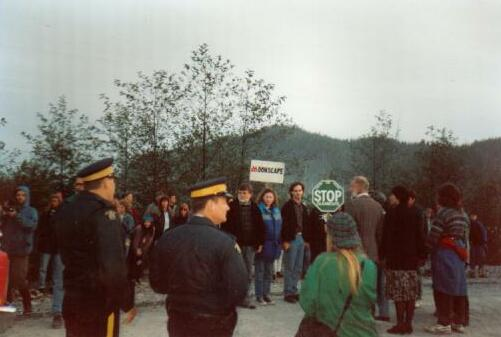
Symbolische Blockade einer Forststraße, August 1993

Im Laufe des Jahres 1992 planten weltumspannende Umweltverbände unter Beteiligung von Greenpeace eine Boykott-Aktion gegen Holz und Holzprodukte aus Kanada. Anfang 1993 erklärte die Provinzregierung von British Columbia, dass der Clayoquot Sound nicht in ein neues Programm zur wissenschaftlichen Überprüfung von Landnutzungsrechten und -methoden einbezogen werde, stattdessen entschied sie selbst, dass der kleinste und abgelegenste Teil des Gebietes rund um das Megin-Tal unter Schutz gestellt und der Rest per Kahlschlag abgeholzt werden soll. Die Konflikte eskalierten und Clayoquot Sound wurde zum wichtigsten Brennpunkt der Naturschutzbewegung in Nordamerika mit weltweitem Einfluss. Naturschützer aus ganz Kanada, den USA und Vertreter aus Europa reisten an und versammelten sich in einem Protestcamp. Bis zu 4000 Teilnehmer gleichzeitig nahmen teil, sie informierten sich über den Naturraum und die Kultur der First Nations und beteiligten sich an Blockaden der Forststraßen rund um den Kennedy Lake, bei denen im Laufe des Sommers über 900 Personen vorläufig festgenommen wurden, darunter Thilo Bode, Vorsitzender von Greenpeace International. Künstler wie Midnight Oil beteiligten sich an den Protesten. Gleichzeitig begannen Verhandlungen mit den First Nations über ein vorläufiges Übereinkommen zur formalen Beteiligung der Indianer.
1994 einigte sich die Provinzregierung mit den Indianervölkern über ein vorläufiges Vetorecht. In weiteren Verhandlungen wurden Auflagen erarbeitet, wie die Holznutzung umweltverträglicher gestaltet werden kann. Dazu gehören Schutzzonen an Wasserläufen und Straßen und der Verzicht auf Kahlschläge über einer Größe, die von der Hangneigung abhängig ist. Seit 1995 wird in Kanada über ein Autonomie-Statut der First Nations beraten, die Auswirkungen auf bestehende Verträge über die Landnutzung gehören zu den Streitpunkten.
Im Jahr 2000 ernannte die UNESCO den Clayoquot Sound, mit einer geschützten Fläche von 349.947 ha, zum Biosphärenreservat.
2001 wurde der Pacific-Rim-Nationalpark um die Long Beach Unit im Clayoquot Sound zwischen Ucluelet und Tofino, sowie die Broken Island Group, eine Inselgruppe südlich des Sounds, erweitert. Seitdem wurden mehrere kleine Schutzgebiete in Form von Provincial Parks eingerichtet und eine gemeinsame Arbeitsgruppe der Provinzregierung und der Nuu-chah-nulth hat bis 2005 für alle Teile des Clayoquot Sound Nutzungspläne erarbeitet, in denen ein Ziel von 40 % geschützter Urwälder vorgegeben wird. Die Einschlagslizenzen sind formal weiterhin in Kraft, über die Umsetzung der Nutzungspläne laufen Verhandlungen.

## Aktuelle Situation
2007 begannen sich die beteiligten Gruppen neu zu positionieren. So tritt inzwischen ein Teil der Gewerkschaften, die die Arbeiter in den Säge- und Zellstoffmühlen vertreten, für den Erhalt der alten Wälder ein. Dies hängt damit zusammen, dass Rohausfuhren von Holz inzwischen an den kanadischen Mühlen vorbeigehen, und damit Arbeitsplätze auf Vancouver Island gefährden. 2007 verkaufte der zweite große Holzkonzern im Gebiet, Interfor (International Forest Products Corporation), seine Einschlagslizenz im Hauptgebiet des Clayoquot Sound an ein Forstunternehmen im Eigentum der First Nations, hält aber weiterhin eine bislang nicht genutzte Lizenz für den abgelegenen Nordteil.
2008 begannen sich lokale Gruppen gegen eine Kupfermine zu wehren. 13 km von Tofino entfernt, soll am vom Ort in direkter Sicht liegenden und über dem Hafen aufragenden Catface Mountain im traditionellen Territorium der Ahousaht ein Tagebau-Projekt entstehen, die Catface copper mine. Die Lagerstätte umfasst Kupfer, Molybdän und kleine Anteile von Silber und Gold, sie ist seit ersten Erkundungen in den 1960er Jahren bekannt, ihre Erschließung wurde aber erst durch die steigenden Rohstoffpreise nach dem Jahr 2000 rentabel. Bei Fertigstellung würde die Mine ein Gebiet von 4000 ha beanspruchen, dazu eine entsprechende Infrastruktur. Als Gefährdungen der Region aus dem Projekt gelten die Verfüllung von Flussläufen und Meeresbuchten mit Abraum und die Belastung von Böden und Oberflächengewässern mit säurehaltigen Abwässern von der Extraktion der Metalle aus dem Erz. Das Bergbauunternehmen Imperial Metals übernahm im November 2009 die Federführung, als sie die ursprünglichen Prospektoren und Inhaber der Ansprüche Selkirk Metals aufkauften. Mit der Mine würde rund ein Drittel des Berges verschwinden.
Mainstream Canada, einer der größten Betreiber von Aquakulturen, plant seit 2011, auf einer Fläche von 56 Hektar Lachs zu züchten. Vorgesehen ist das Gebiet um Plover Point an der Ostseite von Meares Island. Erfahrungen mit Atlantischem Lachs an anderen Standorten zeigen, dass dies zu Lasten der natürlichen, Pazifischen Lachsbestände und anderer Populationen, wie etwa der Heringe geht. Dabei soll die bereits bestehende Cormorant-Farm an die Ahousaht-Indianer verkauft werden, die unter dem Druck hoher Arbeitslosigkeit stehen.
Der Schutzstatus des Biosphärenreservats wird mittels Genehmigungen der Regierung in Victoria Zug um Zug gemindert, wogegen sich Umweltschutzorganisationen wehren.

## Der Schwarmvon Frank Schätzing
Im Thriller „Der Schwarm“ von Frank Schätzing ist der Clayoquot Sound ein Hauptschauplatz des Romans und Heimat des indianischen Walforschers Leon Anawak. Das Buch thematisiert unter anderem den Konflikt zwischen der Holzindustrie und Naturschützern.